# Triviella
Triviella is een geslacht van weekdieren uit de klasse van de Gastropoda (slakken).

## Soorten
- Triviella amaryllis F. A. Schilder, 1925
- Triviella aperta (Swainson, 1822)
- Triviella calvariola (Kilburn, 1980)
- Triviella carptima Fehse, 2016
- Triviella chiapponii Fehse, 2016
- Triviella costata (Gmelin, 1791)
- Triviella debruini (Lorenz, 1994)
- Triviella eratoides (Liltved, 1986)
- Triviella franziskae Fehse & Massier, 2000
- Triviella goslineri (Liltved & Millard, 1994)
- Triviella immelmani Rosenberg & Finley, 2001
- Triviella insolita Fehse & Grego, 2007
- Triviella khanya (Liltved, 1986)
- Triviella lemaitrei (Liltved, 1986)
- Triviella lorenzi Fehse, 2016
- Triviella lowtheri Beals, 2008
- Triviella magnidentata (Liltved, 1986)
- Triviella martybealsi Fehse, 2016
- Triviella massieri (Martin & Poppe, 1991)
- Triviella montorum Fehse, 2016
- Triviella multicostata (Liltved, 1986)
- Triviella neglecta F. A. Schilder, 1930
- Triviella ovulata (Lamarck, 1810)
- Triviella phalacra F. A. Schilder, 1930
- Triviella pompholugota (Tate, 1890) †
- Triviella pseudovulata F. A. Schilder & M. Schilder, 1929
- Triviella rubra (Shaw, 1909)
- Triviella sanctispiritus (Shikama, 1974)
- Triviella sharonae (Hayes, 1993)
- Triviella splendidissima Tomlin, F. A. Schilder & M. Schilder, 1934
- Triviella verhoefi (Gosliner & Liltved, 1981)
- Triviella vesicularis (Gaskoin, 1836)
- Triviella williami Fehse, 2006